# Mongol Zurag
 (février 2015).
Si vous disposez d'ouvrages ou d'articles de référence ou si vous connaissez des sites web de qualité traitant du thème abordé ici, merci de compléter l'article en donnant les références utiles à sa vérifiabilité et en les liant à la section « Notes et références ».

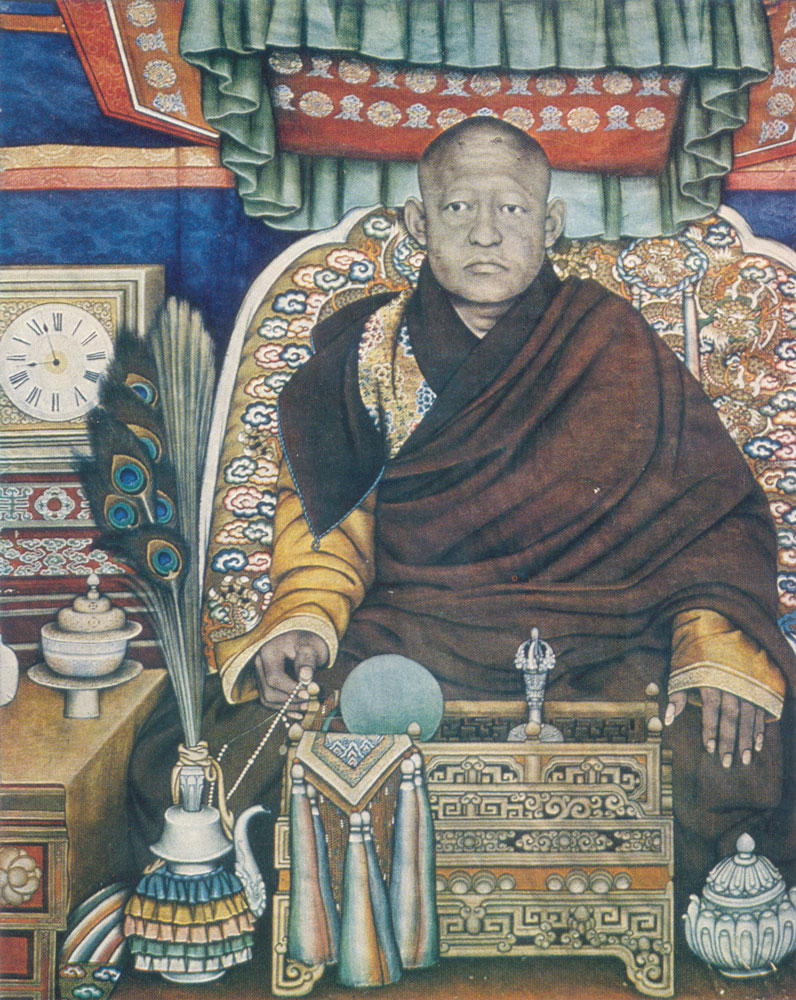
Portrait du Bogdo Khan par Marzan Sharav

Mongol Zurag (mongol cyrillique : Монгол зураг, littéralement peinture mongole) peut faire référence à la peinture mongole en général, mais est en particulier le nom donné à un mouvement de peinture national mongol, apparu au début du XXe siècle, lors de l'indépendance de la Mongolie extérieure, à la chute de la dynastie Qing et principalement après la Revolution mongole de 1921 où les armées blanches du Tsar de Russie furent chassées par le peuple mongol aidé par l'armée rouge soviétique.
Elle mêle des thèmes nationalistes et séculaires en utilisant des techniques traditionnelles (pigments minéraux sur toile de coton) similaires à celle utilisée pour les Thangkas tibétains ou bien de l'encre de Chine] appliquée au pinceau sur papier, avec les techniques chinoises. Il se distingue à la fois des beaux-arts traditionnels bouddhistes et du mouvement du réalisme socialiste soviétique de la plus tardive République populaire de Mongolie.
Parmi les artistes de ce mouvement les plus connus, on peut citer Balduugiin Sharav (surnommé Marzan Sharav).
Après la Révolution démocratique de 1990 en Mongolie les styles ont encore évolué pour se rapprocher davantage de l'art contemporain mondial. Une des grandes figures de ce mouvement est Otgonbayar Ershuu.